# Malika Domrane
Malika Domrane (ur. 12 marca 1956 we wsi Tizi Hibel) – algierska piosenkarka, pochodząca z Kabylii.
Jako dziewczynka śpiewała w chórze szkolnym w Tizi Ouzou. W 1969 roku zdobyła złoty medal na panafrykańskim festiwalu w Algierze. W wieku piętnastu lat skomponowała pierwszą piosenkę Tirga Temzi (Sny o dorastaniu), dzięki której stała się znana i która do dziś znajduje się w jej repertuarze. Po ukończeniu studiów rozpoczęła pracę w szpitalu jako pielęgniarka. Postanowiła jednak poświęcić się zawodowo śpiewowi.
W 1979 roku wyjechała do Francji, aby wydać swój pierwszy album „Tsuha”. Był on jej pierwszym międzynarodowym sukcesem muzycznym. Wydała później kilka albumów z piosenkami, których teksty opisują patriarchalny świat kultury i języka Berberów. W 1994 roku, w związku z narastającymi niepokojami w Algierii i groźbą wojny domowej, zdecydowała się zamieszkać z rodziną we Francji.

## Dyskografia

### Albumy solowe
- 1980: Album No 1; Amina Editions[1]
- 1981: Thayriw Themouth; Amina Editions
- 2001 Asaru

### Single i EP
- 1980: Thayriw – Themouth; Trema

### Składanki
- 2004: Les enfants de Kabylie[2]

### Autorka muzyki
- 1979: Sofiane 2 wykonawca: Sofiane Avec Malika, piosenka Tsouha- autorka muzyki; World Music[3]